# Robin Givens
Robin Simone Givens (Nueva York; 27 de noviembre de 1964) es una actriz estadounidense, principalmente reconocida por su papel como Darlene Merriman en la serie de ABC, Head of the Class.

## Primeros años
Givens nació en Nueva York, como hija de Ruth Roper (cuyo apellido de soltera era Newby) y Reuben Givens. Los padres de Givens se divorciaron cuando tenía dos años de edad. Givens y su hermana fueron criadas por su madre en New Rochelle, Nueva York.
A los 15 años de edad, Givens comenzó a asistir al Instituto Sarah Lawrence. Más tarde realizó varios cursos de Medicina en Harvard, aunque el registro de alumnos de la universidad sólo ha confirmado que Givens asistió allí durante  1984.

## Carrera
Givens comenzó a actuar en 1985 con una aparición en The Cosby Show, seguida por papeles en Diff'rent Strokes, y en la serie televisiva de 1986 Beverly Hills Madam junto a Faye Dunaway. El mismo año, Givens comenzó a desempeñar su papel principal, como una niña rica llamada Darlene Merriman en la comedia de ABC Head of the Class. La serie continuó durante cinco temporadas, finalizando en 1991. En 1989, mientras protagonizaba Head of the Class, Givens apareció en The Women of Brewster Place con Oprah Winfrey y en la película de 1992  Boomerang. En 1994, posó para la revista Playboy y ocupó el puesto número 88 en la lista de las 100 estrellas más atractivas de la historia del cine de la revista Empire en mayo de 1995.
En 1996, Givens personificó a Claudia en la película para TV de 1996 The Face (también conocida como A Face to Die For) con Yasmine Bleeth. Más tarde ese año, coprotagonizó la comedia de UPN Sparks. La serie terminó en 1998.
En enero de 2000, Givens tuvo un cameo en el video musical de "He Wasn't Man Enough" de Toni Braxton, como la esposa de un hombre que la engaña. Givens regresó a la industria del entretenimiento más tarde ese mismo año como conductora del talk show Forgive or Forget, reemplazando a la personalidad televisiva Mother Love a mediados de la primera temporada del programa. Inicialmente, la audiencia aumentó tras la inclusión de Givens en el programa, pero pronto decayó. La serie fue cancelada luego de la primera temporada.
En 2006, Givens intentó regresar a la televisión con la telenovela de MyNetworkTV telenovela Saints and Sinners, pero el programa tuvo nuevamente bajas audiencias y fue cancelado. Givens continuó actuando en películas para televisión e hizo apariciones en los programas de la Trinity Broadcasting Network Praise the Lord (12 de julio de 2007), y Larry King Live. En junio de 2007, Givens publicó su autobiografía Grace Will Lead Me Home.
En 2008, Givens se interpretó a sí misma en la serie The Game. También tuvo un papel recurrente en el programa de la TBS Tyler Perry's House of Payne, y apareció como estrella invitada en la serie Burn Notice.
Además de los papeles en cine y televisión, Givens ha trabajado como actriz de teatro. En 2001, apareció en una producción de The Vagina Monologues. Desde febrero hasta el 16 de abril de 2006, interpretó a Roxie Hart en la obra de Broadway Chicago.

## Vida personal
Givens tuvo un romance con su compañero en Head of the Class Brian Robbins, con el comediante y actor Eddie Murphy, y con Brad Pitt antes de que saltara a la fama. Givens también fue la novia de Howard Stern entre 1999 y 2000.
Luego de conocerse en marzo de 1987, Givens contrajo matrimonio con el boxeador Mike Tyson el 7 de febrero de 1988. Tyson en ese momento tenía una fortuna estimada en cincuenta millones de dólares, por lo que él y Givens hicieron un acuerdo prenupcial. Durante su matrimonio, Givens y su madre compraron una mansión de 4,5 millones de dólares en los suburbios de Bernardsville, Nueva Jersey. Alrededor de mayo de 1989, la pareja comenzó a distanciarse. Givens alegó abuso físico mientras que Tyson alegó alienación e interés en su dinero en lugar de en su persona. El matrimonio terminó el Día de San Valentín un año después. Los periódicos reportaron que Givens recibió luego del divorcio diez millones de dólares de la fortuna de Tyson. Givens, más tarde, negó los rumores diciendo "Nunca vi un solo centavo." Givens recibió prensa en forma negativa luego de su divorcio, particularmente por la comunidad afroamericana. Un artículo en particular la describió como "la mujer más odiada de Estados Unidos".
En 1993, Givens adoptó a su primer hijo, Buddy. Tuvo a su segundo hijo, Billy, con su exnovio Murphy Jensen.
En 1997, Givens se casó con su instructor de tenis, Svetozar Marinkovic. Givens y Marinkovic se separaron el mismo día que se casaron. Givens obtuvo el divorcio unos meses más tarde.

### Problema legal
En enero de 2004, Givens lastimó gravemente a una mujer de 89 años de edad, María Antonia Alcover, mientras manejaba su auto en una intersección en Miami. Givens fue multada por falta de cuidado hacia un peatón en un cruce, pero poco después se levantaron los cargos en su contra. En junio de 2004, Alcover comenzó un pleito legal civil contra Givens y su hermana (la dueña del auto que estaba conduciendo Robin) por una suma de dinero desconocida.

## Filmografía
| Cine       | Cine                                | Cine                            | Cine                                  |
| Año        | Título                              | Papel                           | Notas                                 |
| ---------- | ----------------------------------- | ------------------------------- | ------------------------------------- |
| 1978       | The Wiz                             | Extra                           | No apareció en los créditos           |
| 1991       | A Rage in Harlem                    | Imabelle                        |                                       |
| 1992       | Boomerang                           | Jacqueline "Jackie/Jack" Broyer |                                       |
| 1994       | Foreign Student                     | April                           |                                       |
| 1994       | Blankman                            | Kimberly Jonz                   |                                       |
| 1995       | Dangerous Intentions                | Kaye Ferrar                     |                                       |
| 1998       | Secrets                             |                                 |                                       |
| 2000       | Everything's Jake                   | Editora                         |                                       |
| 2000       | The Expendables                     | Randy                           |                                       |
| 2001       | The Elite                           | Ashe                            |                                       |
| 2002       | Book of Love                        | Iyanna                          |                                       |
| 2002       | Antibody                            | Dr. Rachel Saverini             | Lanzamiento en video                  |
| 2003       | Head of State                       | Kim                             |                                       |
| 2003       | A Good Night to Die                 | Dana                            |                                       |
| 2003       | Love Chronicles                     | Monifa Burly                    |                                       |
| 2005       | Flip the Script                     | Rain Jones                      |                                       |
| 2006       | Restraining Order                   | Diane McNeil                    |                                       |
| 2008       | Queen of Media                      | Wendy Williams                  |                                       |
| 2008       | The Family That Preys               | Abby                            |                                       |
| 2008       | Little Hercules in 3-D              | Dana                            |                                       |
| 2009       | A Mother's Prayer                   | Brenda                          | Lanzada directa a DVD                 |
| 2010       | Enemies Among Us                    | Gloria                          | Lanzada directa a DVD                 |
| 2012       | Unspoken Words                      | Señora Lewis                    | Lanzada directa a DVD                 |
| 2012       | Double Sided                        | Miranda Johnson                 | Lanzada directa a DVD                 |
| 2014       | Airplane Vs Volcano                 | Dra. Whitmore                   |                                       |
| 2016       | God's Not Dead 2                    | Directora Kinney                |                                       |
| 2017       | Dreams I Never Had                  | Procuradora fiscal Hernández    |                                       |
| 2018       | The Products of the American Ghetto | Penny                           |                                       |
| 2018       | God Bless the Broken Road           | Karena                          |                                       |
| 2018       | Never Heard                         | Shala Davis                     |                                       |
| 2019       | Gully                               | Irma                            |                                       |
| 2019       | Mina Tobias: Shoes                  |                                 | Cortometraje                          |
| 2020       | The Sin Choice                      |                                 |                                       |
| 2022       | Kimi                                | Mama Angela                     |                                       |
| Televisión |                                     |                                 |                                       |
| Año        | Título                              | Papel                           | Notas                                 |
| 1985       | The Cosby Show                      | Susanne                         | Episodio: Theo and the Older Woman    |
| 1986       | Diff'rent Strokes                   | Ann                             | 1 episodio                            |
| 1986       | Beverly Hills Madam                 | April Baxter                    | Película para TV                      |
| 1986       | Philip Marlowe, Private Eye         | Token Ware                      | 1 episodio                            |
| 1986-1990  | Head of the Class                   | Darlene Merriman                | 114 episodios                         |
| 1989       | The Penthouse                       | Dinah St. Clair                 | Película para TV                      |
| 1989       | The Women of Brewster Place         | Kiswana                         | Miniserie                             |
| 1992       | Angel Street                        | Det. Anita King                 | Película para TV                      |
| 1992       | Angel Street                        | Det. Anita King                 | Episodios desconocidos                |
| 1995       | Me and the Boys                     | Nina                            | 2 episodios                           |
| 1995       | The Fresh Prince of Bel-Air         | Denise                          | Episodio: Cold Feet, Hot Body"        |
| 1995       | Courthouse                          | Suzanne Graham                  | 11 episodios                          |
| 1996       | In the House                        | Alex                            | 3 episodios                           |
| 1996       | A Face to Die For                   | Claudia                         | Película para TV                      |
| 1996-1998  | Sparks                              | Wilma Cuthbert                  | 40 episodios                          |
| 1997       | Moesha                              | Ladonna                         | Episodio: Strike a Pose               |
| 1999       | The Love Boat: The Next Wave        | Dana Chase                      | 1 episodio                            |
| 1999       | Michael Jordan: An American Hero    | Juanita Vanoy/Juanita Jordan    | Película para TV                      |
| 1999       | Cosby                               | Srta. Malone                    | 2 episodios                           |
| 2000       | The Expendables                     | Randy                           | Película para TV                      |
| 2000       | Chicken Soup for the Soul           | Consejera                       | 1 episodio                            |
| 2000       | DAG                                 | Jennifer                        | 1 episodio                            |
| 2001       | Spinning Out of Control             | Erin                            | Película para TV                      |
| 2003       | Hollywood Wives: The New Generation | Kyndra                          | Película para TV                      |
| 2003-2004  | One on One                          | Sheila                          | 2 episodios                           |
| 2005       | Captive Hearts                      | Jade Marlo                      | Película para TV                      |
| 2008       | House of Payne                      | Tanya                           | 3 episodios                           |
| 2008       | Burn Notice                         | Kandi                           | Episodio: Scatter Point               |
| 2008       | The Game                            | Sí misma                        | 3 episodios                           |
| 2008       | Everybody Hates Chris               | Stacy                           | Episodio: "Everybody Hates Doc's"     |
| 2010       | My Parents, My Sister & Me          | Keela Goldman                   | 7 episodios                           |
| 2010       | Drop Dead Diva                      | Ann Simpson                     | Episodio: "A Mother's Secret"         |
| 2010       | Nikita                              | Mary Miracle                    | Episodio: "All the Way"               |
| 2011       | Chuck                               | Jane Bentley                    | 3 episodios                           |
| 2011       | Reed Between the Lines              | Dominique                       | Episodio: "Let's Talk About Jealousy" |
| 2012       | Suburgatory                         | Tulsa                           | Episodio: "Independence Day"          |
| 2012       | Retired at 35                       | Dra. Keller                     | Episodio: "The Dates"                 |
| 2013       | 90210                               | Cheryl                          | 3 episodios                           |
| 2013–2014  | Twisted                             | Judy                            | 2 episodios                           |
| 2016       | Man Seeking Woman                   | Vicki Claus                     | Episodio: "Tinsel"                    |
| 2016       | Lucifer                             | Leila Simms                     | Episodio: "Sin-Eater"                 |
| 2017-2019  | Riverdale                           | Sierra McCoy                    | Papel recurrente; 28 episodios        |
| 2017-2018  | Once Upon a Time                    | Eudora                          | 2 episodios                           |
| 2018       | Saints & Sinners                    | Wilhelmina Hayworth             | 5 episodios                           |
| 2018       | The Bold and the Beautiful          | Dra. Phillips                   | 15 episodios                          |
| 2019       | The Fix                             | Julianne Johnson                | 7 episodios                           |
| 2019       | Ambitions                           | Stephanie Carlisle Lancaster    | 18 episodios                          |
| 2020       | Katy Keene                          | Sierra McCoy                    | Episodio: "Chapter Six: Mama Said"    |
| 2021-2022  | Batwoman                            | Jada Jet                        | 11 episodios                          |

## Premios y nominaciones
| Año  | Premio                             | Resultado | Categoría                           | Trabajo                             |
| ---- | ---------------------------------- | --------- | ----------------------------------- | ----------------------------------- |
| 1991 | Convención ShoWest, Estados Unidos | Ganadora  | Female Star of Tomorrow             | -                                   |
| 2004 | Premios Black Reel                 | Nominada  | Televisión: Mejor actriz de reparto | Hollywood Wives: The New Generation |